# Stanisław Kurpiewski
Stanisław Tadeusz Kurpiewski (ur. 5 listopada 1955 w Suczkach) – polski polityk, przedsiębiorca, menedżer, działacz społeczny i regionalny, poseł na Sejm IV kadencji.

## Życiorys

### Wykształcenie, działalność zawodowa i społeczna
Ukończył studia na Wydziale Zarządzania Politechniki Białostockiej oraz na Wydziale Rolniczym Wyższej Szkoły Agrobiznesu w Łomży. W latach 70. pracował jako maszynista w PKP, a następnie jako referent w urzędzie gminy Lelis. W latach 1978–1985 był wiceprezesem spółdzielni kółek rolniczych. W drugiej połowie lat 80. kierował zarządem wojewódzkim Związku Socjalistycznej Młodzieży Polskiej w Ostrołęce.
Należał do ZHP oraz do ZMW. Zasiadał w radzie głównej Ludowych Zespołów Sportowych, władzach wojewódzkich OSP, prezydium Towarzystwa Przyjaciół Dzieci w Ostrołęce, zarządzie głównym Związku Kurpiów oraz zarządzie Ostrołęckiego Towarzystwa Edukacji i Młodzieży.
W 1991 zajął się prowadzeniem własnej działalności gospodarczej. W 2008 został prezesem przedsiębiorstwa produkcyjno-handlowego.

### Działalność polityczna
Od 1978 do rozwiązania należał do Polskiej Zjednoczonej Partii Robotniczej. W latach 1998–2001 zasiadał w sejmiku mazowieckim. Bez powodzenia kandydował z listy SLD do Sejmu w 1997. Sprawował mandat posła IV kadencji z ramienia Sojuszu Lewicy Demokratycznej, wybranego w okręgu siedleckim. Pracował w Komisji Samorządu Terytorialnego i Polityki Regionalnej oraz Komisji Administracji i Spraw Wewnętrznych. W tym samym roku odszedł z SLD i bezskutecznie kandydował do Senatu z własnego komitetu.
Od 2007 do 2008 należał do Samoobrony RP. W przedterminowych wyborach parlamentarnych w 2007 bez powodzenia kandydował do Sejmu z listy tej partii. Przez kilka lat zasiadał w radzie krajowej Unii Pracy, pełnił także funkcję przewodniczącego rady okręgowej partii w Siedlcach. W 2014 z ramienia komitetu Nasz Samorząd bez powodzenia kandydował na wójta gminy Lelis i do rady powiatu ostrołęckiego, a w 2024 z listy komitetu Ostrołęka na Pokolenia do rady miejskiej w Ostrołęce.

## Życie prywatne
Jest żonaty, ma dwoje dzieci.